# Суурханс, Юрий Хиндрикович
Юрий Хиндрикович Суурханс — советский хозяйственный, государственный и политический деятель.

## Биография
Родился в 1921 году в деревне Хянга. Член КПСС с года.
Участник Великой Отечественной войны. С 1946 года — на хозяйственной, общественной и политической работе. В 1946—1982 гг. — инструктор Сааремааского укома КП(б) Эстонии, слушатель в Республиканской партийной школе, заведующий отделом пропаганды и агитации Сааремааского укома КП(б) Эстонии, председатель исполкома Сааремааского уездного Совета депутатов трудящихся, первый секретарь Ориссаареского райкома КП(б) Эстонии, заведующий отделом торговли исполкома Пярнуского областного Совета депутатов трудящихся, председатель исполкома Тырваского районного Совета депутатов трудящихся, первый секретарь Тырваского райкома КП Эстонии, председатель исполкома Кингисеппского районного Совета депутатов трудящихся, первый секретарь Кингисеппского райкома КП Эстонии, Председатель Верховного Совета Эстонской ССР.
Избирался депутатом Верховного Совета Эстонской ССР 5-го, 7-10-го созывов.
Умер в Кингисеппе в 1984 году.